# Laboratoire national de calcul scientifique
Le Laboratoire national de calcul scientifique (en portugais : Laboratório Nacional de Computação Científica), abrégé LNCC, est une institution brésilienne de recherche scientifique et de développement technologique du ministère de la Science, de la Technologie, de l'Innovation et des Communications (MCTIC), spécialisée dans le calcul scientifique. Son siège et unique antenne dans le pays se situe depuis 1998 dans la ville de Petrópolis (état de Rio de Janeiro). Jusqu’à lors et depuis sa fondation, de 1980 à 1998, il était localisé dans la ville de Rio de Janeiro.
L'objectif du LNCC est de mener des recherches dans le domaine du calcul scientifique. Les axes de recherche du laboratoire se concentrent sur des thématiques interdisciplinaires tels que, les biosystèmes, la bioinformatique, la biologie computationnelle, les sciences de l'environnement et les sciences multi-échelles. Ces axes de recherche s’appuient sur les domaines de compétence du LNCC tels que la mécanique des fluides numérique, le calcul haute performance, la simulation des réservoirs pétroliers, l'optimisation et l'analyse non linéaire des structures, des systèmes et du contrôle, l'analyse numérique des équations différentielles et l'analyse de sensibilité.

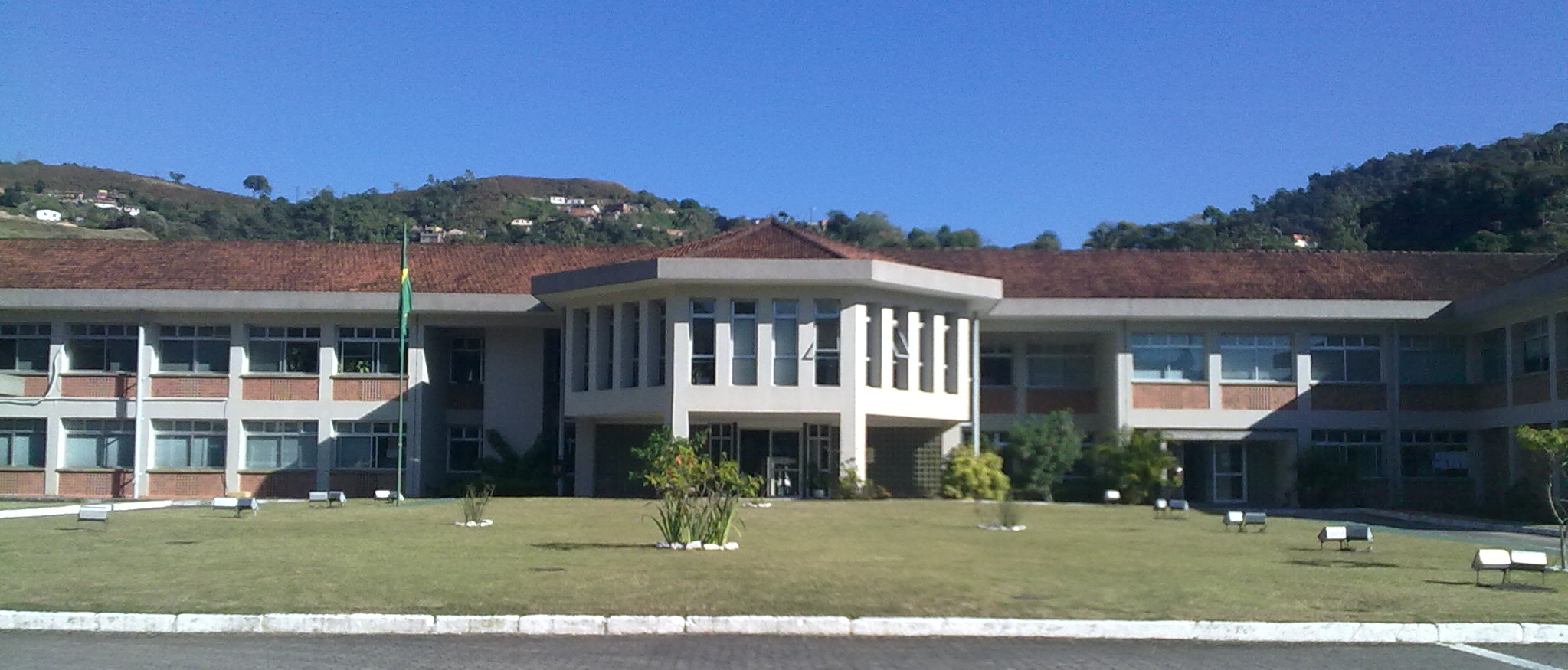
Vue de face du Laboratoire National de Calcul Scientifique, à Petrópolis, RJ.

## Enseignement
Le programme d'études supérieures en modélisation numérique du LNCC est de niveau master et doctorat. Ce dernier vise l'excellence académique et délivre une formation pluridisciplinaire à destination de futurs professionnels de la recherche et de l'ingénierie. Il s’agit ainsi d’un programme exigeant et de haut niveau scientifique qui vise à développer les compétences des étudiants qui y participent dans trois domaines : les mathématiques appliquées, l’informatique et la modélisation numérique. Le programme, actif depuis l'an 2000, met l'accent sur la modélisation dans des domaines interdisciplinaires. Il est labellisé par le CAPES et bénéficie également du soutien du CNPq et de la FAPERJ en vue de répondre aux exigences stratégiques de la communauté scientifique et technologique nationale.
En 2010, c'était l'un des cinq programmes d'études supérieures brésiliens recommandés pour la 6e année par le CAPES, dans le domaine “Interdisciplinaire”. En 2017, neuf autres programmes avaient obtenu une note de 6 et un seul une note de 7 (qui est la note maximale) .